# Lamatutu
Lamatutu is een bestuurslaag in het regentschap Flores Timur van de provincie Oost-Nusa Tenggara, Indonesië. Lamatutu telt 729 inwoners (volkstelling 2010).